# Seconde bataille de Maturín
Pour les articles homonymes, voir Bataille de Maturín.
Campagne d'Orient (1813)
(Guerre d'indépendance du Venezuela)
Batailles
m
- Güiria
- Irapa
- Maturín (1re)
- Maturín (2e)
- Alto de Los Godos

La seconde bataille de Maturín est un affrontement militaire de la guerre d'indépendance du Venezuela entre les républicains vénézuéliens commandés par Manuel Piar et les forces royalistes espagnoles dirigées par Lorenzo Fernández de la Hoz. Livrée le 11 avril 1813 dans le cadre de la campagne d'Orient effectuée par Santiago Mariño pour libérer la partie orientale du Venezuela du joug espagnol, c'est la seconde tentative des royalistes pour reprendre le contrôle de la ville de Maturín.

## Contexte
Après la prise des villes de Güiria par Santiago Mariño, le 13 janvier 1813, et d'Irapa par José Francisco Bermúdez, le frère de ce dernier, José Bernardo Bermúdez, a conquis le 2 février 1813 la ville de Maturín, dans l'actuel État de Monagas, au nord-est du Venezuela. Mais les Espagnols vont tout faire pour la reprendre. Après un essai infructueux de Antonio Zuazola (es) le 20 mars, ils essayent de nouveau en avril.

## Déroulement
Lorenzo Fernández de la Hoz, gouverneur de Cumaná, attaque la ville, le 11 avril 1813, à la tête de 1 000 soldats.
La garnison républicaine de la ville, forte de 500 hommes, commandée par Manuel Piar, réussit à repousser l'assaut royaliste.

## Conséquences
Après la bataille, la ville de Maturín demeure sous le contrôle des républicains.